# Джабагиев, Магомет Эльджиевич
Магомет(-Гирей) Эльджиевич Джабагиев (Джабаги, ингуш. ЖабагӀа Ийже Мохьмад; 28 августа 1877, Насыр-Корт, Владикавказский округ — 22 февраля 1937, Париж) — ингушский общественно-политический деятель, агроном, этнограф и фольклорист.

## Биография
Родился 28 августа 1876 или 1877 года в селении Насыр-Корт Владикавказский округа в семье полковника царской армии Эльджи Джабагиева. Сначала окончил реальное училище во Владикавказе, затем Дерптский (Рижский) политехнический институт, после окончания которого стал агрономом, специализируясь на животноводстве. С 1905 года проходил государственную службу, был агрономом уездного землеустроительного комиссии в 1908—1911-х годах, был агрономом Ставропольской губернии в 1911—1913-х годах, старшим агрономом по животноводству для Терской, Кубанской и Донской областей в 1912—1917-х годах. В 1912—1917-х годах или в 1917 году был коллежским асессором. В 1917 году руководил Обществом просвещения ингушского народа.
После Февральской революции Джабагиев, как и другие представители кавказской интеллигенции, начал выступать за создание Кавказского федеративного государства. Вернувшись во Владикавказ, он тогда написал свои мемуары, посвящённые этим годам — «Воспоминания». Как представитель ингушей, Магомет Джабагиев, вместе со своим братом Вассан-Гиреем, входил в состав Союза объединенных горцев Кавказа, образованного в 1917 году во Владикавказе. Он был членом Временного центрального комитета объединенных горцев. Одновременно Магомет Джабагиев стал комиссаром Назрановского округа. Братья Джабагиевы противостояли большевикам, которые, надеясь привлечь ингушей на свою сторону, обещали после установления советской власти улучшить их положение и вернуть им земли, отобранные в царские годы. Братья Джабагиевы стремились к установлению союза с другими народами. Им удалось уговорить некоторых казаков освободить земли ингушей.
В 1924 году Джабагиев, сначала отплыв на корабле через Батуми в Турцию, эмигрировал оттуда во Францию, где сначала жил в Марселе и Париже, а затем в пригороде Парижа — Кламаре. В 1930 году был сторонником Г. Баммата. В 1931 году был президентом Союза горцев Кавказа. Умер 22 февраля 1937 года в Париже, был похоронен на мусульманском кладбище Бобиньи.

## Научная деятельность
Будучи 12-летним учеником Владикавказского реального училища, Джабагиев занимался сбором ингушского фольклора и пытался создавать литературные произведения. Основываясь на алфавите языковеда П. К. Услар, и добавив отдельные знаки, он создал первый ингушский алфавит в 1889 году, который, в ограниченном тираже, был опубликован в 1908 году. Им же он записывал ингушские илли, найденные в его архиве, первые из которых записаны в 1889—1897-х годах. О письменности, созданной Джабагиевым, стало вновь известно только в декабре 1990 года, когда про неё написали в газете «Сердало».
Как писал И. А. Дахкильгов, Джабагиев, в отличие от «крупнейшего» ингушского этнографа и фольклориста Ч. Э. Ахриева, писавшего на русском из-за отсутствия ингушской письменности, записал большинство из своих собранных им фольклорных произведений на ингушском, поскольку он, как утверждал Дахкильгов, знал цену записывания песен (илли) на народном языке. Некоторые произведения Джабагиев записывал на русском.
Уже в эмиграции Джабагиев перестал заниматься политической деятельностью и посвятил себя изучению и исследованию ингушского языка и фольклора. В Париже он познакомился с известным кавказоведом Ж. Дюмезилем, вместе с которым в дальнейшем написал научные работы, посвящённые ингушскому языку и фольклору.
В 1935 году в Париже Джабагиев опубликовал совместно с Ж. Дюмезилем сборник устного народного творчества «Ингушские народные тексты» (фр. Textes populaires inguš). В первая части книги включена работа Ж. Дюмезиля, посвящённая ингушской фонетике и грамматике, во второй — ингушские песни на ингушском и французском языках. Переводы и комментарии к сборнику написаны Ж. Дюмезилем. М. А. Ялхароева считает, что песни, собранные Джабагиевым, являются довольно разнообразными по жанру. В таких песнях-плачах, как: «Песня слепого Саи», «Несчастная девушка», «Плач сестры на смерть единственного брата», «Плач по умершей сестре», «Газават», «Печаль» и «Жалоба абрека», по мнению Ялхароевой «достоверно и достаточно полно представлена судьба народа, его думы и чаяния, которые зачастую были тяжёлыми и печальными». Светлым и радостным событиям посвящены весёлые и шуточные песни: «Шуточная песня юноши и девушки», «Песня до сватовства». Ялхароева считает, что многие из текстов сборника не имеют аналогов.

## Литературная деятельность
Джабагиев также писал художественные произведения. Некоторые из его стихотворений автобиографичны и он посвящал их памяти о своей доэмигрантской жизни. Так, в стихотворении «Проклятое время», состоящем из двух «совершенно разных» по содержанию и тональности, как считает М. А. Ялхароева, частей. Свою жизнь до эмиграции Джабагиев описывает весёлой и радужной. В ней «прекрасное утреннее солнце», голубое небо и река Терек, которые у писателя олицетворяют образ родины. Во второй части стихотворения случается резкое изменение. Душа находится в состоянии смятения, у писателя не получается найти покой, а его сердце — ранено, из-за чего он «страдает от невыносимой боли». 
Далее Джабагиев описывает идиомом «страдания, переходящие в невыносимые муки, в нестерпимую боль»:
Пропади ты пропадом, солнечный мир,

Будь ты проклято, время наветов.

## Оценки, память и наследие
В советской историографии изображался как исключительно негативная личность, его называли «махровым антинародным буржуазным националистом» и «контрреволюционером».
М. А. Ялхароева считает трагичным судьбу братьев Джабагиевых, поскольку установление советской власти не только вынудило их эмигрировать, но их не поняли и ингушским народ, вставший главным образом на стороне новой власти. Братья подверглись клевете, различным слухам и сплетен. Касательно этого их современник, эмигрант М. Ч. Котиев сообщал, что «бывали случаи, да и теперь некоторые ингуши верят в то, что виновниками всей революции в России являются братья Джабагиевы, что чуть ли не они свергли царя Николая с престола». 
В начале 1990-х годов, с развалом СССР, периодические издания стали впервые публиковать в основном публицистические статьи, посвящённые жизни и деятельности Джабагиева. Так, например, в майском выпуске газеты Сердало 1992 года была опубликована статья М. Чахкиева, где отмечалась неправомерность клеветы на братьев Джабагиевых. Кандидат филологических наук О. Чапанов, говоря в интервью с корреспондентом Сердало Чахкиевым, заявил: «Как можно назвать человека [Магомета Джабагиева], написавшего о своём народе книги с такими названиями, врагом своего народа. А ведь столько грязи вылито на него и на его брата Вассан-Гирея!». В последующих годах о научной деятельности Магомета Джабагиева писал И. А. Дахкильгов, о его литературной деятельности писала М. А. Ялхароева.
В январе 2022 года Ингушский музей краеведения получил в дар от руководителя Франко-Ингушского центра Иса Боков письма Джабагиева, находившие в архиве Жоржа Дюмезиля

## Личная жизнь
Предположительно, Магомет Джабагиев был женат дважды. Его первой женой была Амината Даудовна Албогачиева, вторая — Баби Брикова (1931). У него было трое дочерей — Зара, Зарема и Фатима. Его братом был Вассан-Гирей Джабагиев.
Магомет Джабагиев исповедовал ислам.

### Комментарии
1. ↑  В рукописном варианте работа называлась «Дорогая память о жизни наших предков. Сборник сказок, легенд, песен, пословиц и загадок о том, как они жили, страдали, радовались, любили, защищали честь и Родину, верили в Бога и дружбу». По мнению М. А. Ялхароева, оглавление сборника отражает «многогранную жизнь народа». Песня сопровождала человека от рождения до самой его смерти. Пели на свадьбах, при рождении детей, во время работы, на похоронах», — отмечает исследователь[8].

### Источников
1. 1 2 3 4 5 6 7 8 9 10  Бабич, 2020, с. 94.
2. 1 2 3  Дахкильгов, 2009, ДжабагиевгӀар вежарий Мохьмади Висангирии, с. 86.
3. ↑  Дахкильгов, 2009, ДжабагиевгӀар вежарий Мохьмади Висангирии, с. 85.
4. ↑  Дахкильгов, 2009, ДжабагиевгӀар вежарий Мохьмади Висангирии, с. 87.
5. 1 2 3  Дахкильгов, 2009, ДжабагиевгӀар вежарий Мохьмади Висангирии, с. 93.
6. ↑  Дахкильгов, 2009, ДжабагиевгӀар вежарий Мохьмади Висангирии, с. 94.
7. 1 2 3  Дахкильгов, 2009, ДжабагиевгӀар вежарий Мохьмади Висангирии, с. 96.
8. 1 2 3 4  Ялхароева, 2018, с. 110.
9. ↑  Дахкильгов, 2009, с. 83—84.
10. ↑  Ялхароева, 2018, с. 110—111.
11. 1 2  Ялхароева, 2018, с. 109.
12. ↑  Чахкиев, 1992, с. 2—3.
13. ↑  Чахкиев, 1992, с. 2.
14. ↑  Дзаурова Т. Из Парижа в Ингушетию. «Это Кавказ» (2 марта 2022). Дата обращения: 17 ноября 2024. Архивировано 17 сентября 2024 года.

### На русском
- Алмазов И. Г. О Джабагиевых // Наследие. Джабагиев Вассан-Гирей Эльджиевич / Сост.: И. Г. Алмазов; Рец.: Ю. Ю. Карпов, Л. Р. Хут, И. М. Сампиев, М. А. Гулиев. — Назрань: ООО «Пилигрим», 2015. — С. 15—22. — 608 с. — ISBN 978-5-906177-91-9.
- Бабич И. Л. Северокавказцы в эмиграции в XX веке. Материалы к биографическому словарю / И. Л. Бабич, Т. Л. Гладкова, Л. А. Мнухин; отв. ред. А. Н. Кожановский. — М.; Берлин: Директ-Медиа, 2020. — 297 с. — ISBN 978-5-4499-1574-0. Архивировано 21 марта 2023 года.
- Братья Джабагиевы (правда и ложь) // Сердало  / Материал подготовил М. Чахкиев. — 1992. — 2 мая (№ 51). — С. 1—2.
- Ялхароева М. А. Фольклорист Магомет Джабагиев // Гуманитарные исследования. — 2018. — № 1 (65). — С. 108—113.

### На ингушском
- Дахкильгов И. А. Гӏалгӏай говзаме литература (1944-ча шеррага кхаччалца) :  [ингуш.] / Гл. ред.: Т. И. Машуков; Рец.: М. Матиев, А. Евлоева. — Нальчик : ГП КБР РПК, 2009. — 608 с. : ил. — 1000 экз. — ISBN 978-5-9996-0018-9.